# 미시령
미시령(彌矢嶺)은 대한민국의 강원특별자치도 고성군 토성면과 인제군 북면을 잇는 해발 826미터의 고개이다. 진부령, 한계령과 함께 인근의 영동(속초시, 고성군)과 영서(인제군)를 넘는 주요 도로로 기능하였으나, 2006년 5월 3일 민자 사업으로 건설된 미시령터널의 개통 이후 미시령 및 인근의 고개를 넘는 차량의 수가 급감하였다.

## 개요
미시령은 신증동국여지승람에 미시파령(彌時坡嶺)이라는 이름으로 그 기록이 남아 있다. 즉, 이전부터 존재했던 고개였는데, 길이 험하고 산세가 가파랐기 때문에 사용하지 않다가 성종 때부터 다시 사용하게 되었다고 한다. 이후에도 이 고개는 사용과 폐쇄를 거듭하다가 1950년경에 자동차가 다닐 수 있게 뚫린 뒤, 한국 전쟁 이후 국군 공병단에 의해 관리되며 군 작전용 도로로 사용되었다. 1989년에 국제부흥개발은행의 차관에 따른 왕복 2차선 확·포장 공사를 마친 후 민간에 개방되었다.
미시령 옛길은 길이 매우 꼬불꼬불하며 경사가 급하다. 특히 겨울철에는 폭설 때문에 통행이 통제되는 경우가 많다. 영동 쪽에서 고개 정상으로 오르는 방향에서는 설악산 울산바위를 정면에서 볼 수 있으며, 고개 정상에 위치한 휴게소(겸 주유소)에서는 속초시 전역과 동해 바다를 조망할 수 있어 유명하다.
미시령터널이 개통한 뒤에도 국도 제46호선과 44호선이 만나는 한계교차로 - 용대리 - 미시령터널 구간은 왕복 2차선이어서 불편을 겪었으나, 2010년 7월 전 구간이 4차선으로 확장 개통되었다.
(2011년 9월 8일 추가)
미시령휴게소는 1990년 (주)미시령이 준공 후 기부채납 조건에 따라 20년 무상 임대하다가 2010년 8월 계약기간이 종료되면서 유상 임대로 전환되었다.
이후 2010년 12월 31일부터 구제역 여파로 옛길 구간이 수개월 간 폐쇄되는 등, 운영업체가 수익성 악화에 따른 경영난을 이유로 계약 이행을 포기함으로써 2011년 1월 31일 계약이 종료됐다.
현재 미시령 옛길은 재개통되었으나 미시령휴게소는 시설 노후에 따른 안전 문제로 출입이 금지된 상태이며, 매입 의사를 나타낸 국립공원관리공단이 향후 이용 계획을 수립 중이다. 휴게소 운영 중단과 함께 폐쇄돼 그동안 운전자들의 불편을 초래해 왔던 미시령옛길 정상의 주차장이 2014년 5월 1일부터 개방되어 차량 주차가 가능해졌다.
동계에 강설 시에는 군위군/칠곡군의 한티재처럼 미시령 구길이 전면 통제된다.

## 미시령터널
미시령 톨게이트의 하이패스 설치공사가 완료되어 2014년 7월 23일부터 운영을 시작했다. 미시령 톨게이트 하이패스는 상·하행선 각각 2개씩 모두 4개 차로에 설치됐고, 하이패스가 설치되지 않은 일반 차로에도 전자지불 교통카드로 통행료를 낼 수 있는 시스템이 구축돼 현금만 가능했던 운전자들의 통행료 수납이 한층 편해지고, 통행량이 급증하는 주말이나 연휴, 성수기의 차량 지정체 해소는 물론, 속초방향 내리막길에서 빈발하는 톨게이트 추돌사고 감소에도 효과가 있을 것으로 전망된다. ※ 현재 통행료의 50%를 감면받고 있는 설악권(속초, 고성, 양양, 인제) 지역주민들은 하이패스 차로를 이용할 경우, 감면혜택을 받을 수 없기 때문에 통행료 감면을 받기 위해서는 기존 일반차로를 이용해야 한다. 일반차로에서는 지역주민들도 할인된 요금으로 전자지불교통카드 사용이 가능하다.
하지만 미시령터널도 진출입로 쪽은 급커브이기 때문에 해당 구간에서 사고가 잦은 편이다. 특히, 미시령터널 하행선(속초방향) 출구에서 톨게이트로 내려가는 내리막길(약 3.6km)은 급경사와 급커브로 이루어져 있어, 운전자들의 브레이크 작동이 빈번해 브레이크 고장 사고가 자주 일어나고, 빗길·눈길 미끄럼 사고도 자주 발생하는 사고 위험이 매우 높은 구간이다. 현재 이 구간에서는 '구간 과속 단속'이 시행되고 있고 제한속도는 시속 60km이다.
미시령터널의 개통(2006년)으로 인해 이용객이 급감하면서 임차인이 운영을 포기해 2011년 2월 폐쇄됐던 미시령옛길 정상의 미시령 휴게소가 철거되고 생태탐방시설이 조성된다. 철거된 휴게소 부지에는 백두대간 생태홍보관과 전망대 등이 조성될 예정이다. 이 사업은 설악산국립공원사무소가 현재 추진 중인 백두대간 생태축 복원사업과 연계해 진행되며, 2016년부터 2018년까지 국비와 도비 등 62억원이 투입된다.
백두대간 미시령의 생태축 복원공사가 완료되고 미시령옛길 정상에는 '미시령탐방지원센터'가 개관하였다. 2016년 7월 휴게소 철거 작업을 시작으로 환경부, 설악산국립공원사무소, 인제군, 고성군은 2018년 8월부터 미시령옛길 정상 일대 2만여m2 부지에 대해 생태축 복원공사를 진행해 왔다. 2019년 10월까지 진행된 복원공사를 통해 과거 휴게소와 주차장 조성으로 훼손된 절개 지역에 대해 성토를 통해 원래의 지형으로 되살렸고, 미시령옛길 정상의 도로 150m의 선형을 변경하였으며, 미시령탐방지원센터(1층 1동 / 면적: 135m2)가 설치됐다.
'미시령탐방지원센터'는 2020년 3월 개관하였다. 한반도의 핵심 축이자 자연생태계의 보고인 백두대간과 미시령의 역사와 문화를 과거와 현재의 사진 자료를 전시해 소개하고 있다. 특히, 그동안 훼손되고 단절되었던 백두대간 미시령의 과거와, 생태축 복원공사로 원래의 모습을 되찾은 현재 미시령의 비교를 통해 개발로 황폐해진 국토를 재건하고, 자연과 인간이 상생하는 환경을 만들기 위해 노력하는 사람들의 열정을 엿볼 수 있다. 미시령탐방지원센터의 앞마당 전망대에 서면 속초시 전역과 동쪽 바다를 조망할 수 있다.

## 사진

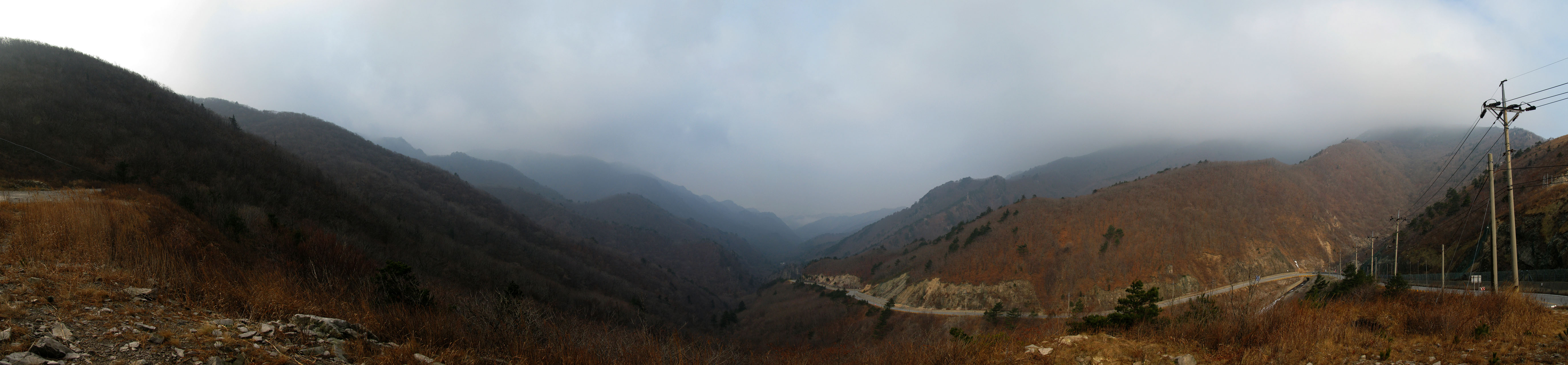
영서 방향
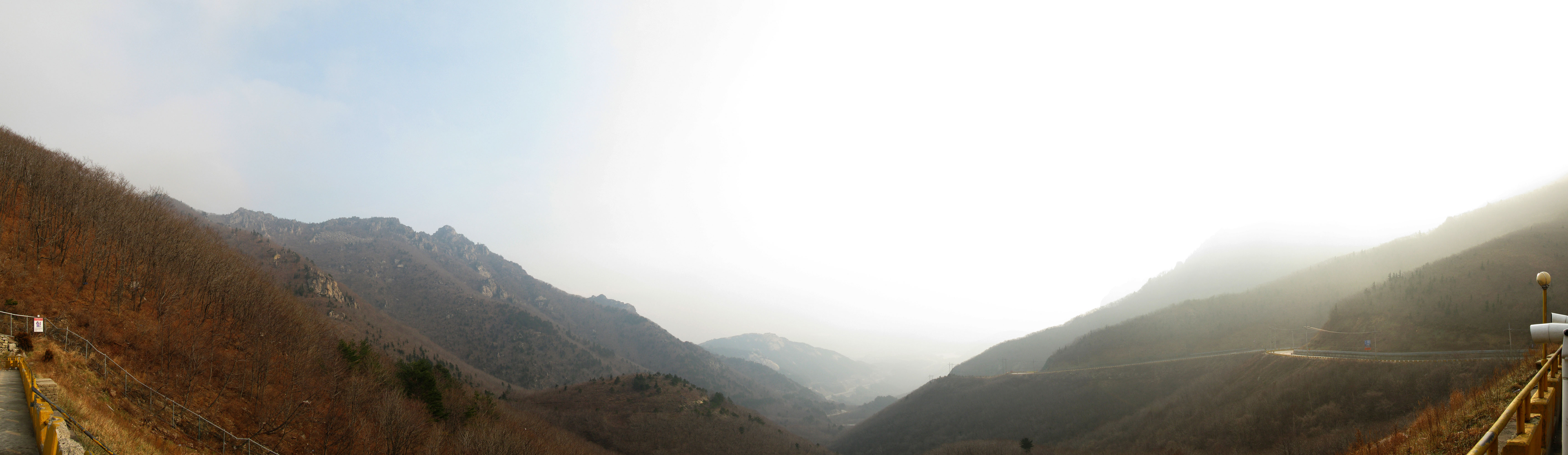
영동 방향
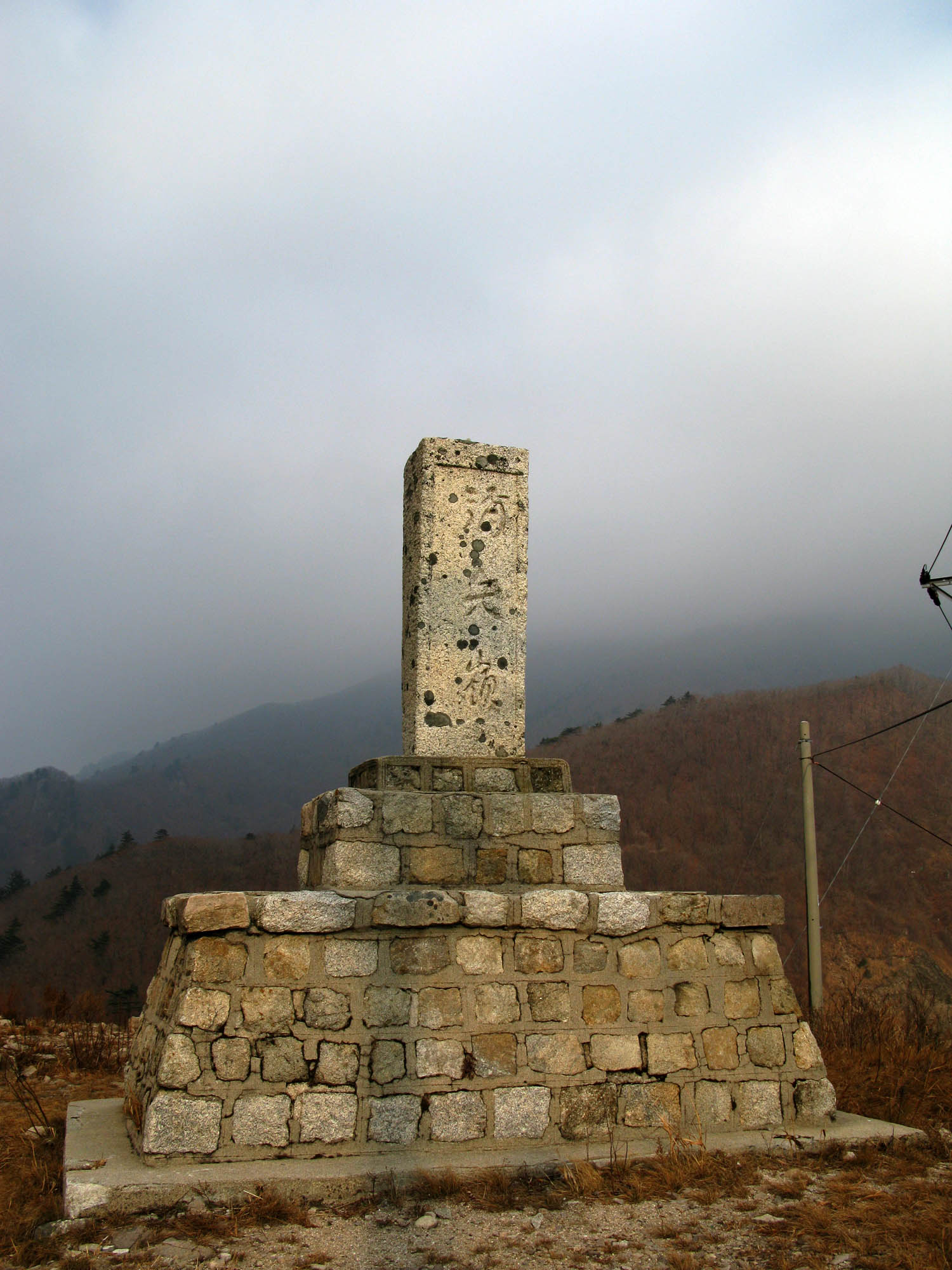
미시령 비석
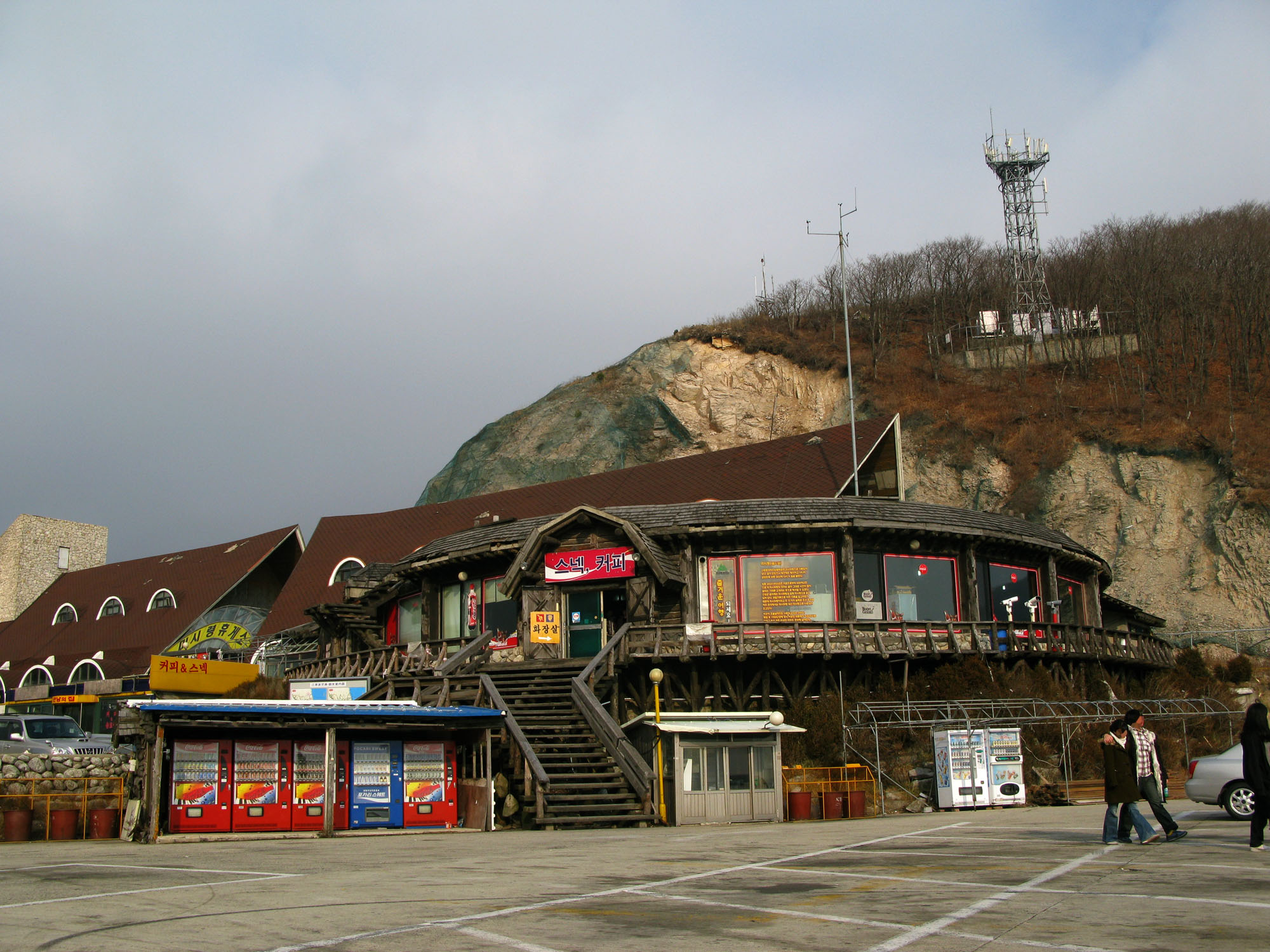
미시령 휴게소 (폐쇄 전)

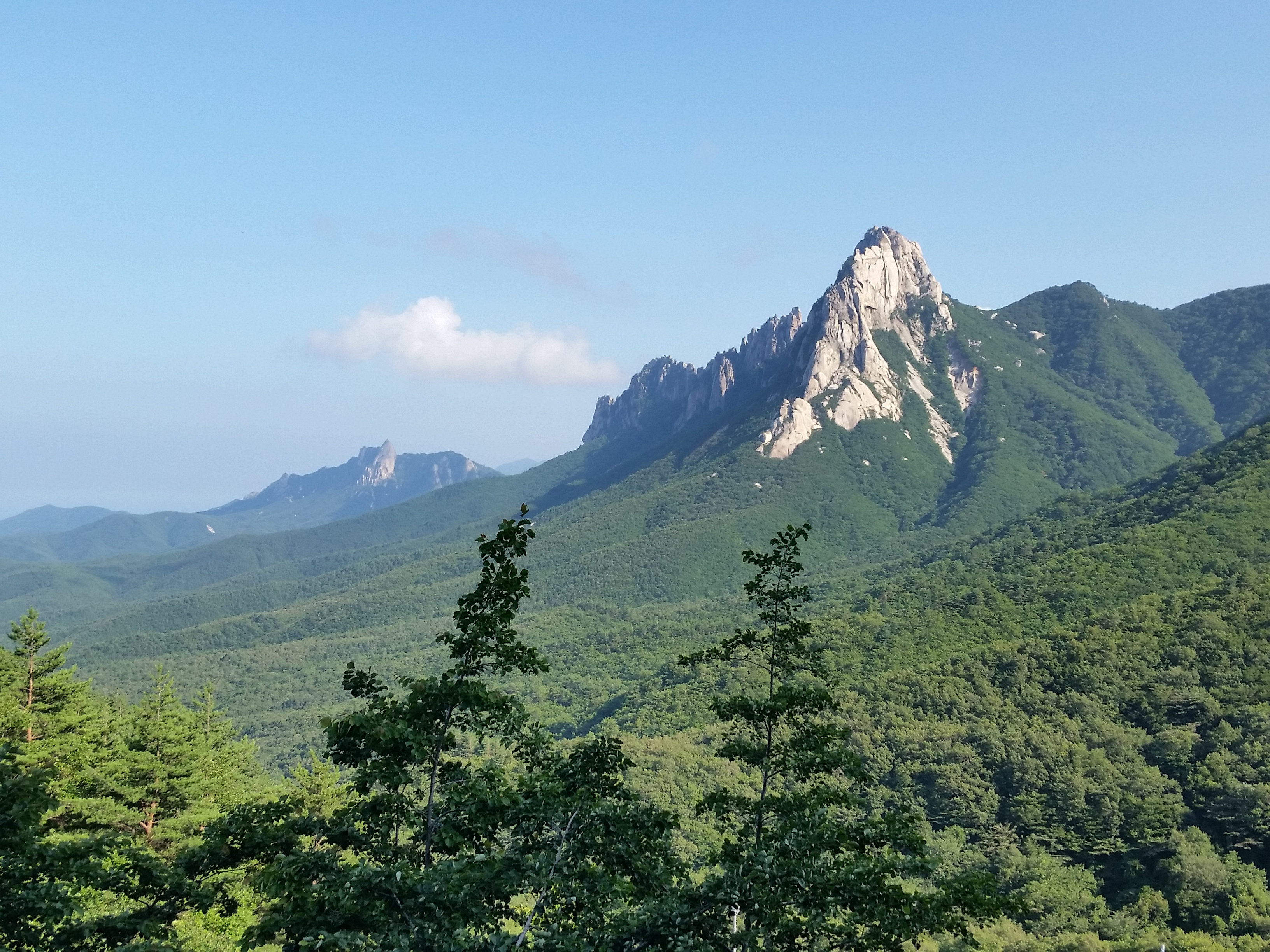
미시령옛길에서 바라 본 설악산 울산바위
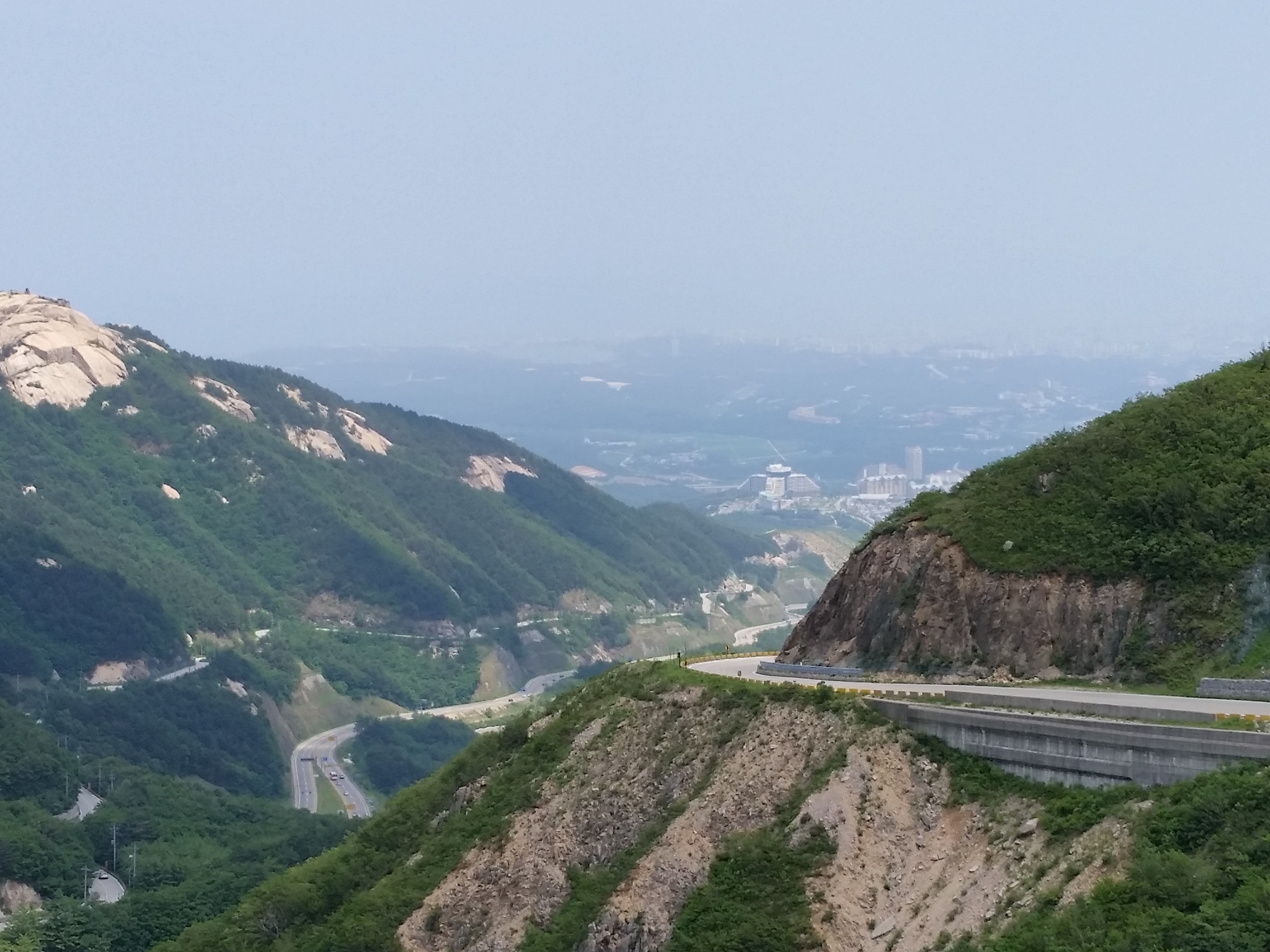
미시령옛길에서 바라 본 속초시와 동쪽 바다

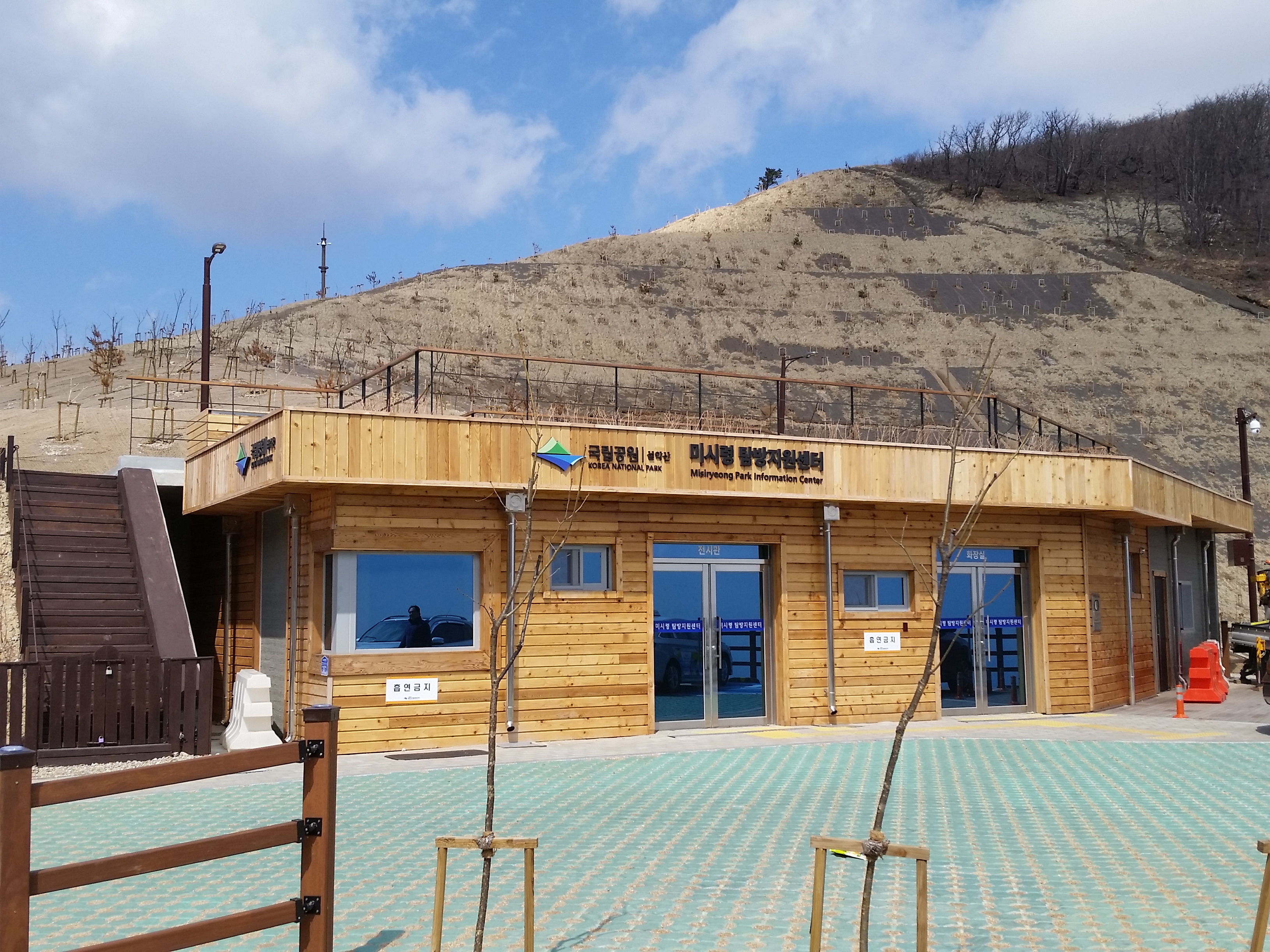
미시령옛길 정상의 미시령탐방지원센터는 2020년 3월 개관하였다. 한반도의 핵심 축이자 자연생태계의 보고인 백두대간과 미시령의 역사와 문화를 사진 자료를 통해 전시하고 있다. 그 외에도 전시관에서는 국립공원이 하는 일, 올바른 등산문화, 인제군과 고성군의 관광에 관한 안내정보도 제공한다.
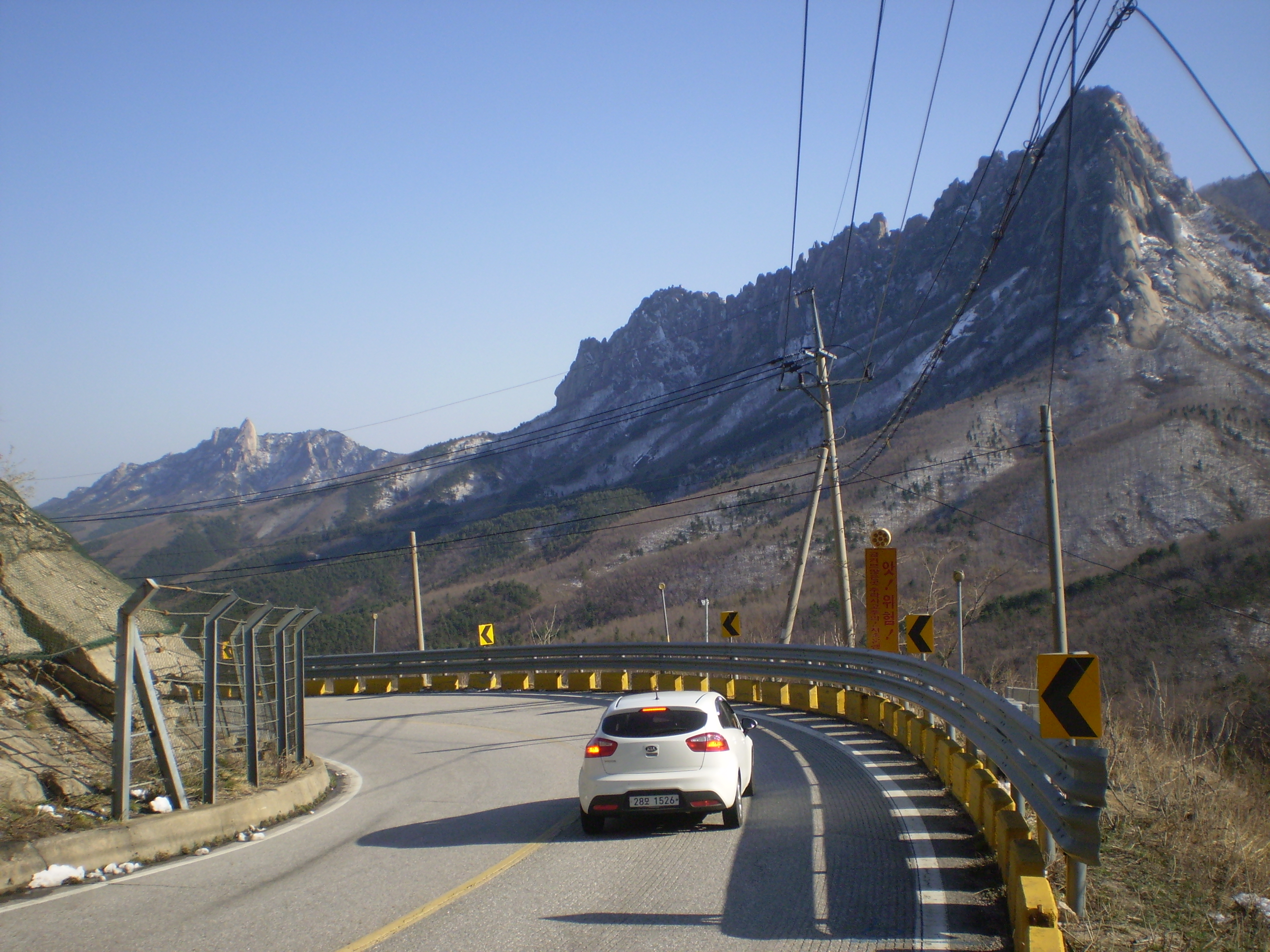
미시령옛길에서 바라 본 설악산 울산바위와 달마봉. 설악산 울산바위를 천천히 바라보면서, 차창문 활짝 열고 미시령의 신선한 공기를 호흡하면서, 꼬불꼬불 미시령의 산세와 백두대간의 진정한 모습을 마음으로 느끼고 싶어 하는 자연애호가들에게 미시령옛길은 인기 있는 드라이브 코스이다.
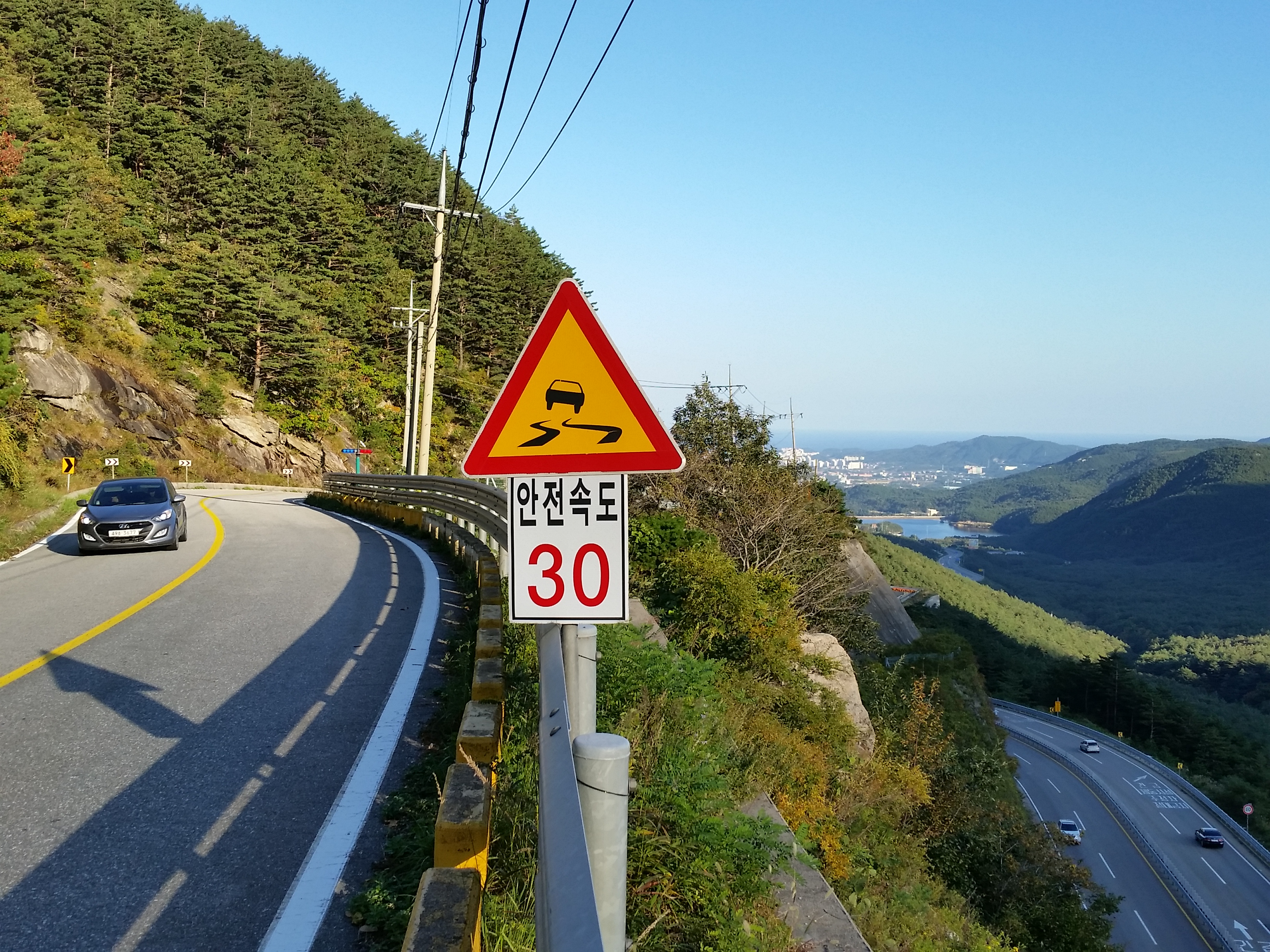
미시령옛길(좌상)과 미시령동서관통도로(우하). 인제군 용대리와 고성군 원암리 사이 백두대간의 험준한 산악지대를 통과하는 미시령옛길은 급경사와 급커브로 이루어진 편도 1차선의 산간도로이다. 미시령옛길에서는 앞지르기가 금지되어 있으며, 안전속도는 30km/h이다.
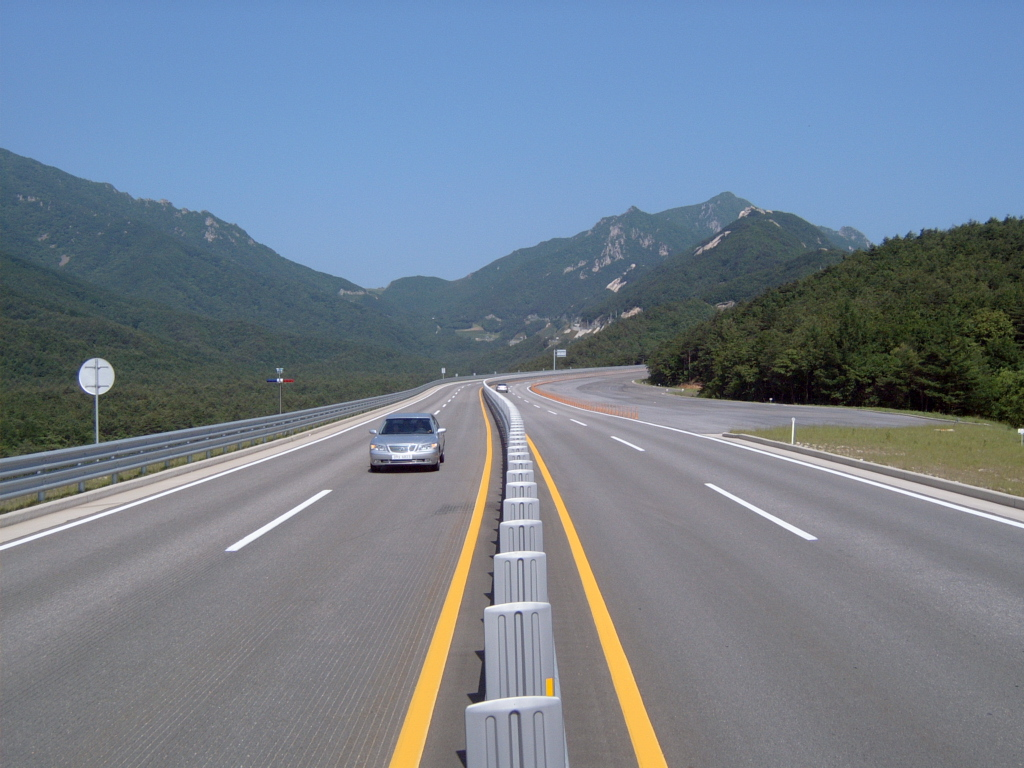
미시령동서관통도로(영동측). 인제군 북면 용대리와 속초시 노학동을 연결하는 미시령동서관통도로는 2006년 5월 개통되었다. 미시령동서관통도로의 전체 구간(인제:용대교차로↔미시령터널↔속초:학사평교차로)의 길이는 15.7km이며, 이 가운데 민자사업 구간인 3.69km는 태백산맥을 동서로 관통하는 터널로 개설되었다.
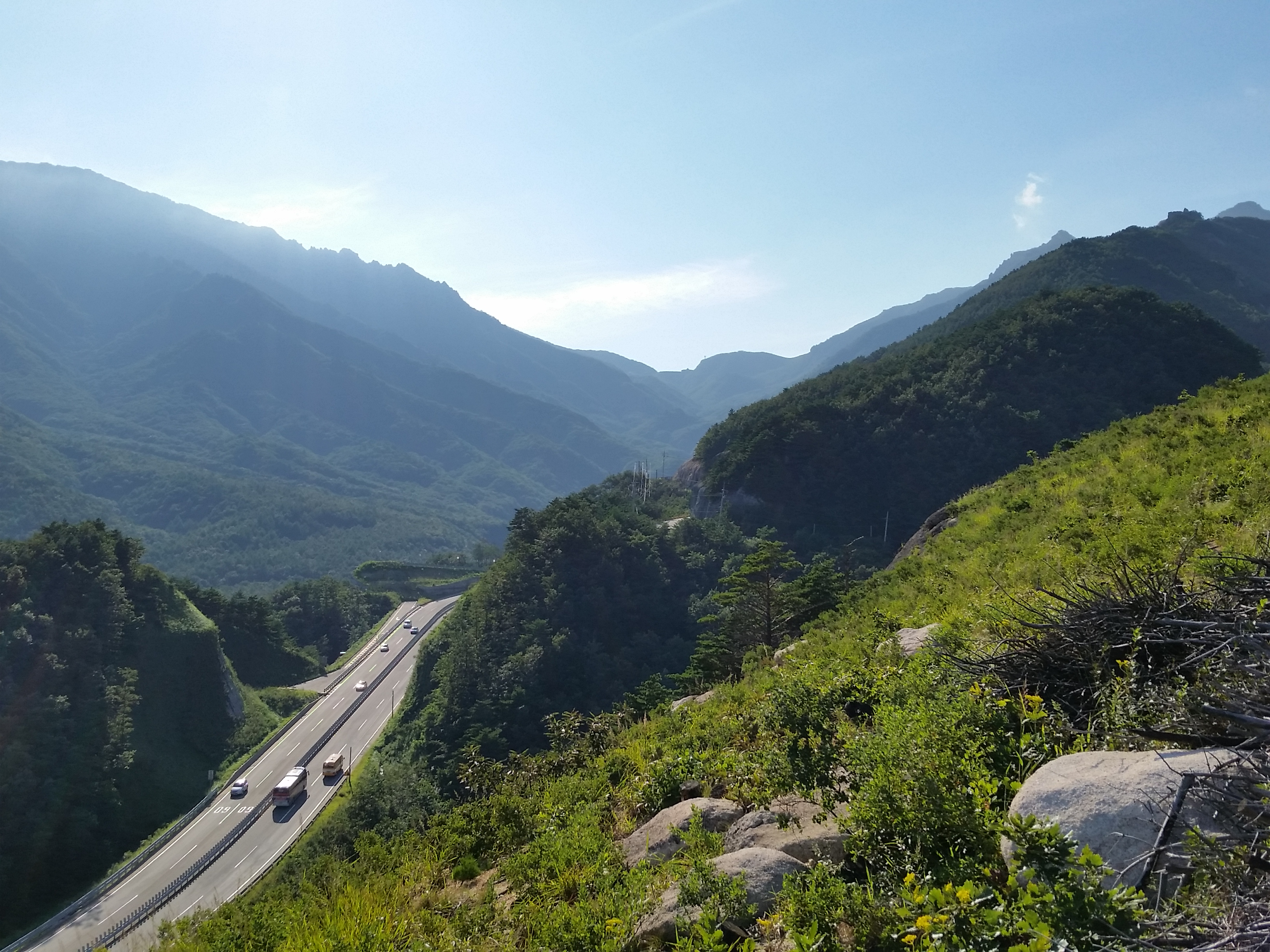
미시령옛길에서 내려다 본 미시령동서관통도로(영동측). 교통사고가 자주 발생하는 미시령터널 하행선(속초방향) 입구에서 미시령톨게이트로 내려 가는 내리막길에서 강원지방경찰청은 '구간과속단속'을 시행하고 있다. 단속구간의 길이는 7.1km이며, 제한속도는 60km/h이다.
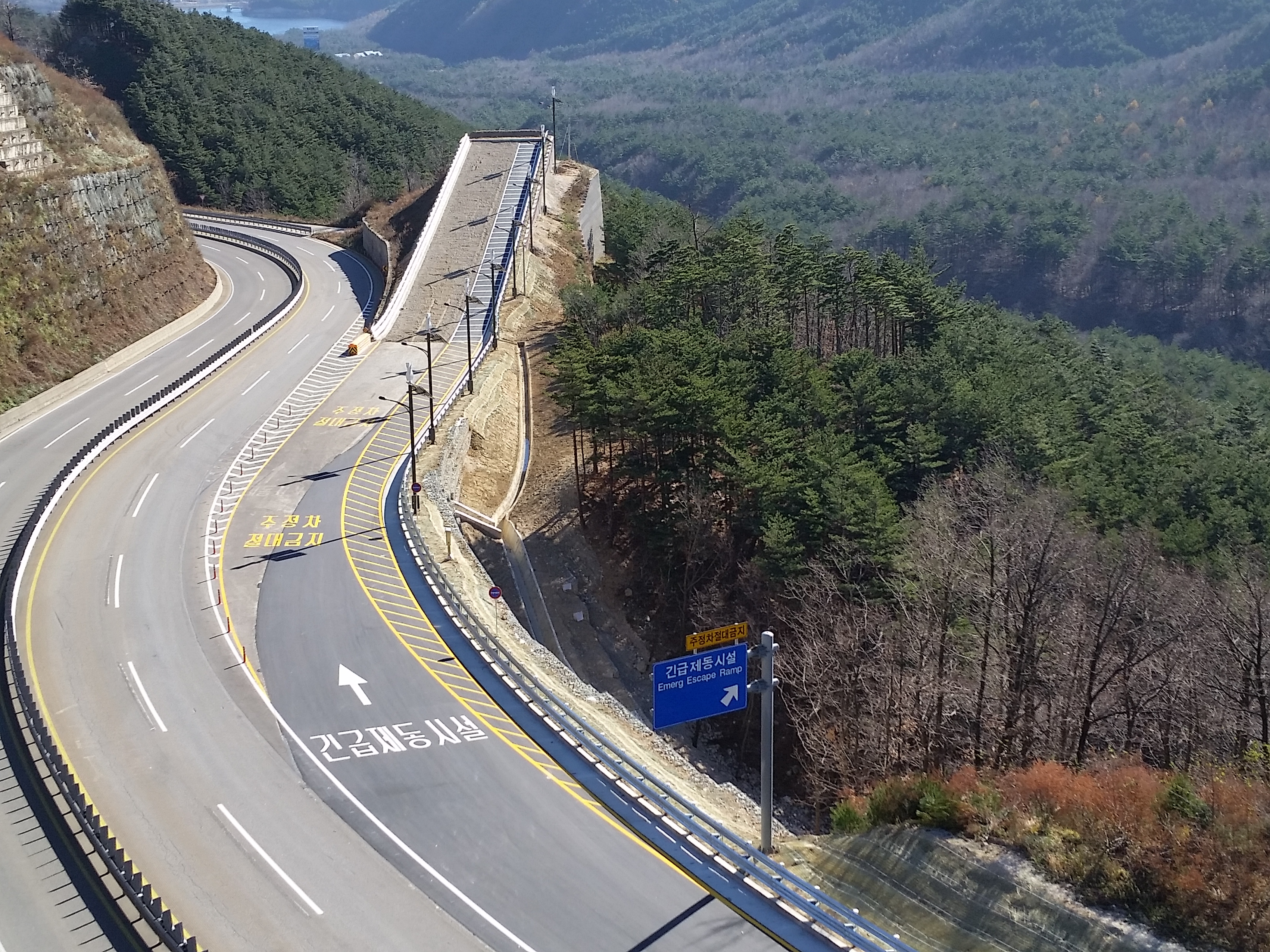
미시령동서관통도로 영동측 속초방향 내리막길에 설치된 긴급제동시설. 긴급제동시설(Emergency Escape Ramp)은 주행 중 제동장치에 이상이 생긴 차량이 대피할 수 있도록 급경사의 내리막길이 연속된 곳에 설치하는 교통안전시설이다. 긴급제동시설 바닥에는 자갈이 깔려 있어 차량 진입 시 속도를 감소시켜 제동을 하게 된다.

## 같이 보기
- 미시령 단층
- 진부령
- 한계령
- 설악산

## 참고 문헌
- 고성군, 《高城郡誌 (補正版)》, 1998년 12월 31일, 1064쪽-1065쪽.
- 강원일보, 《미시령 옛길 관광명소로》, 2011년 3월 9일, 사회일반 기사, (http://www.kwnews.co.kr/nview.asp?s=501&aid=211030800006)